# Mayorga
Mayorga es un municipio y localidad española de la provincia de Valladolid, en la comunidad autónoma de Castilla y León. Cuenta con una población de 1409 habitantes (INE 2024).

## Geografía

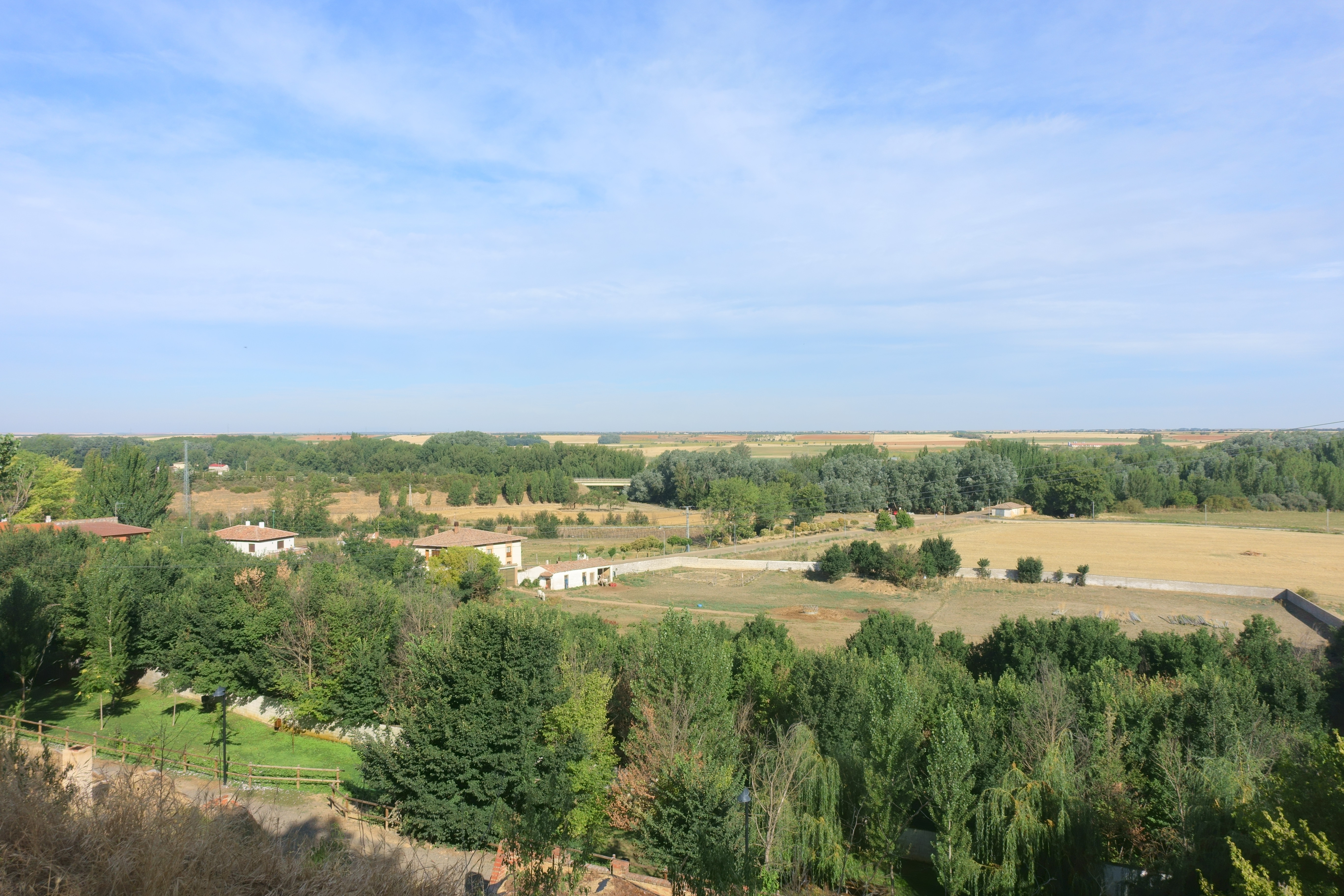
Vista de la vega del río Cea

Está integrado en la comarca de Tierra de Campos de la provincia de Valladolid, situándose a 78 kilómetros de la capital provincial. Es el tercer término más extenso de la provincia, con 163,4 kilómetros cuadrados de terreno dedicados principalmente a la ganadería y la agricultura. Su término municipal está atravesado por la carretera N-601 entre los pK 264 y 274 antes de pasar a la provincia de León.
El relieve del territorio es el propio de la Tierra de Campos con la influencia de la vega del río Cea que lo atraviesa de noreste a suroeste. El pueblo se alza a 776 metros sobre el nivel del mar, oscilando la altitud del municipio entre los 821 metros del Teso del Morisco y los 739 de la ribera del río Cea.
| Noroeste: Matanza de los Oteros (León) | Norte: Izagre (León)                                                               | Noreste: Saelices de Mayorga |
| Oeste: Castilfalé (León)               |                                                                                    | Este: Villalba de la Loma    |
| Suroeste: Gordoncillo (León)           | Sur: La Unión de Campos, Castrobol, Urones de Castroponce y Becilla de Valderaduey | Sureste: Castroponce         |

Limita al norte con la provincia de León (entre otros municipios Izagre), al este con los municipios de Saelices de Mayorga, Villalba de la Loma y Villagómez, y al sur con los municipios de Castroponce y Castrobol.

### Naturaleza
Parte de su término municipal se integra dentro de la ZEPA Penillanuras-Campos Norte.

## Historia

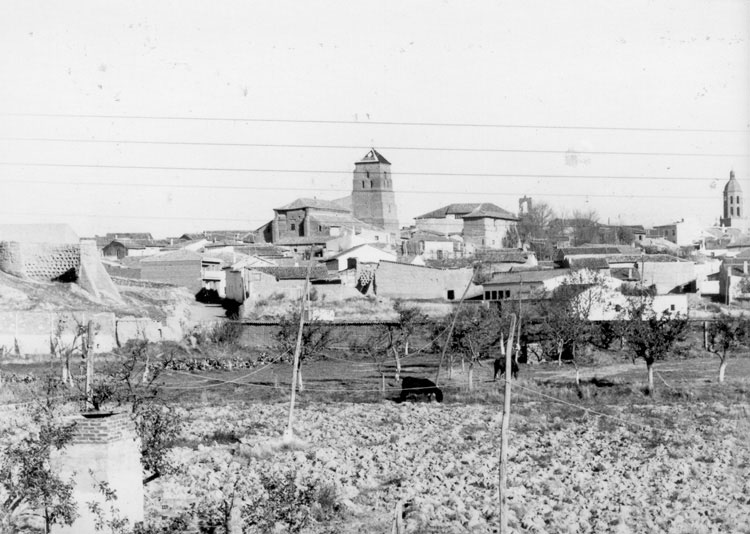
Vista general del pueblo, mediados

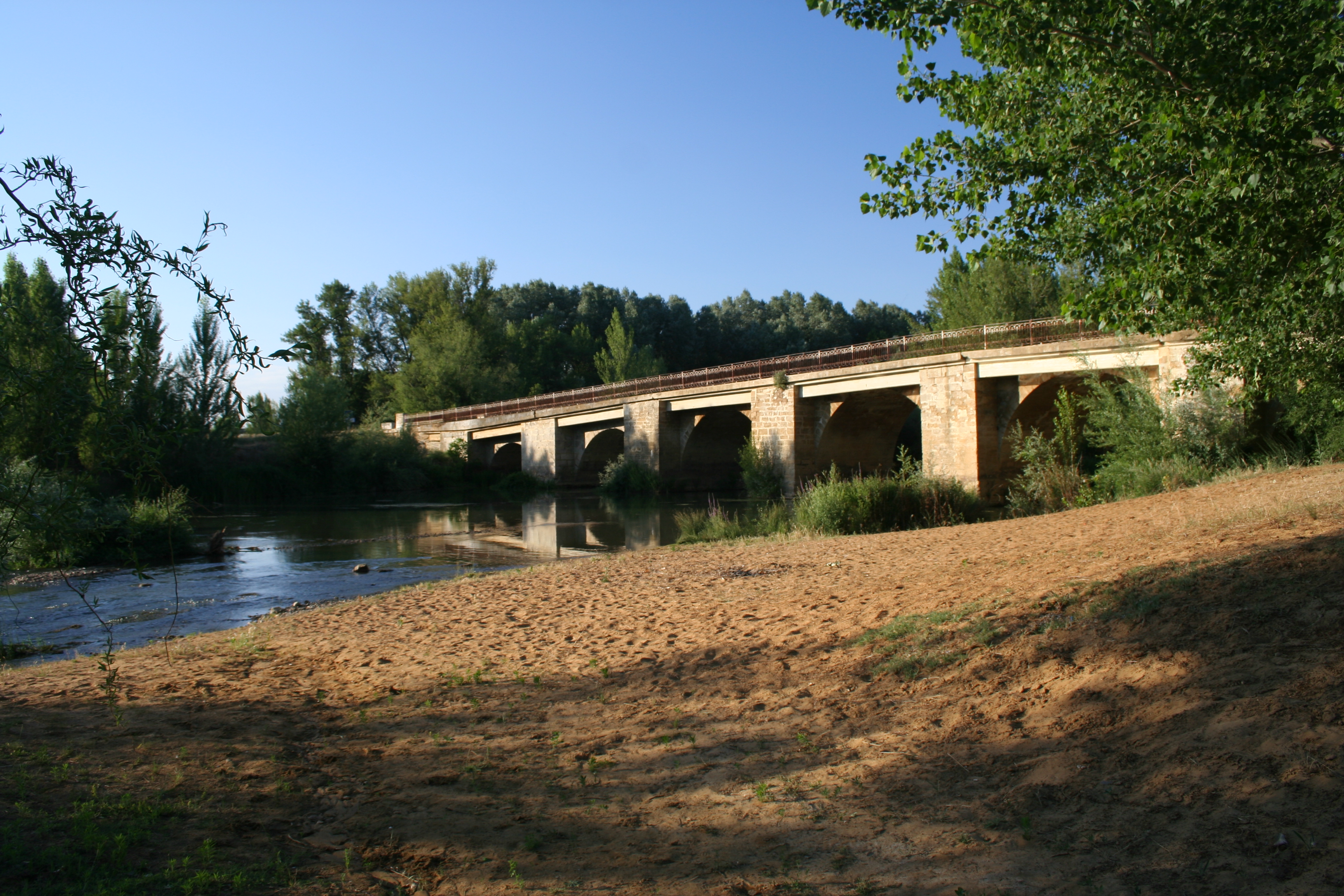
Imagen del puente de Mayorga en el año 2006

Sus orígenes parecen estar en la antigua Meóriga citada por el astrónomo, geógrafo y matemático Ptolomeo (s. II a. C.) entre los poblados vacceos habitantes de estas tierras en la época prerromana.
En la Edad Media fue una estratégica plaza fuerte, en la frontera entre los reinos de Castilla y de León, gracias a su privilegiado mirador que domina la llanura norte en un bellísimo emplazamiento sobre la vega del río Cea. Es a causa de ello que en ocasiones perteneciera a Castilla y en ocasiones a León.
Entre los años 1172 y 1175 perteneció a Fernando Rodríguez de Castro el Castellano, miembro de la Casa de Castro, quien las recibió de manos de la Corona, pues antes habían pertenecido al conde Osorio Martínez, fallecido en la Batalla de Lobregal, librada en 1160.
En 1213 Pedro Fernández de Castro el Castellano, hijo de Fernando Rodríguez de Castro el Castellano donó al cisterciense Monasterio de Santa María de Sobrado cuanto poseía en la localidad de Mayorga y en sus inmediaciones, propiedades con las que se formaría la Granja de Terrados, situada al norte de Mayorga y junto al río Cea, adquiriendo para ello por 3000 maravedíes los derechos que allí tenía su hermano, Martín Fernández de Castro, que confirmó la venta un año después, en 1216.
Fue residencia ocasional del rey Fernando II de León y de su hijo Alfonso IX. Desde 1430 formó parte de las posesiones concedidas por el monarca Juan II a don Rodrigo Alonso de Pimentel, II conde de Benavente. Antiguamente amurallada, solo se conserva de ella una de sus cuatro puertas, la del Sol situada al este, hoy conocida como el Arco y en el lado sur de la población una parte de muralla conocida como "El Foso". Nada queda del castillo que estuvo ubicado en el oeste donde hoy se encuentran las piscinas y el polideportivo.

## Geografía humana

### Demografía
Cuenta con una población de 1409 habitantes (INE 2024).

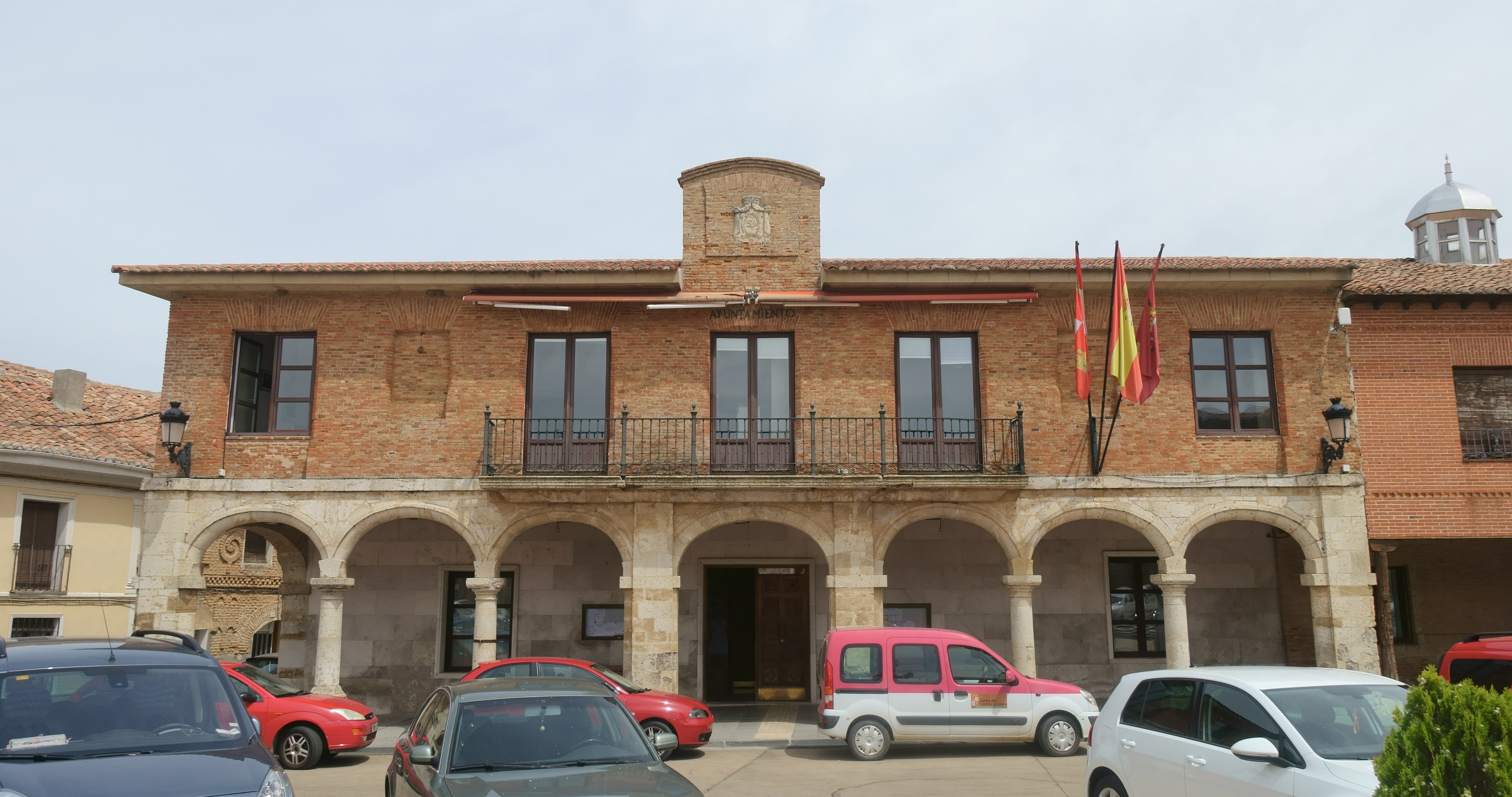
Casa consistorial

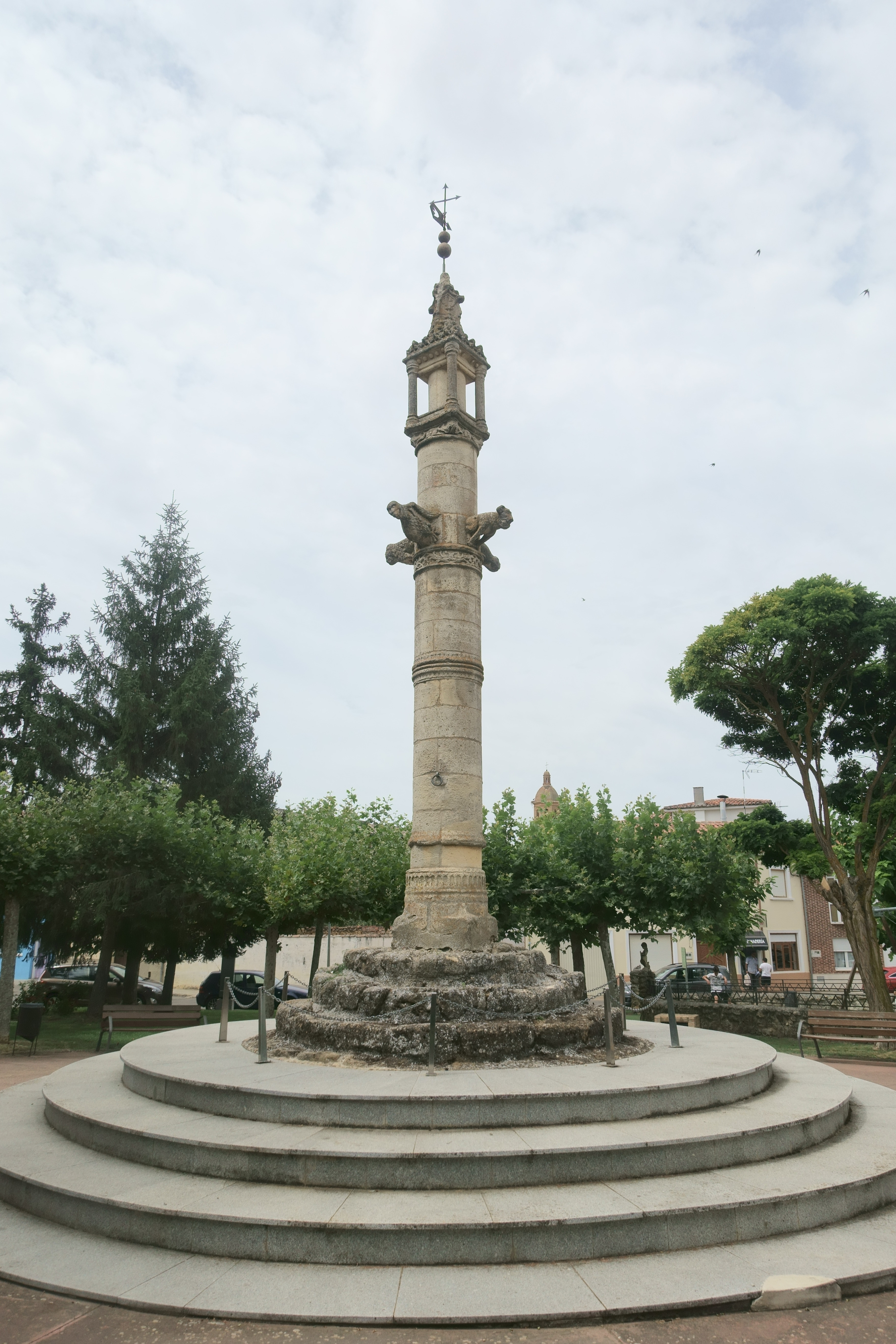
Rollo jurisdiccional

| Gráfica de evolución demográfica de Mayorga entre 1842 y 2021                                                         |
| |
| Población de derecho según los censos de población del INE. Población de hecho según los censos de población del INE. |

## Monumentos y lugares de interés

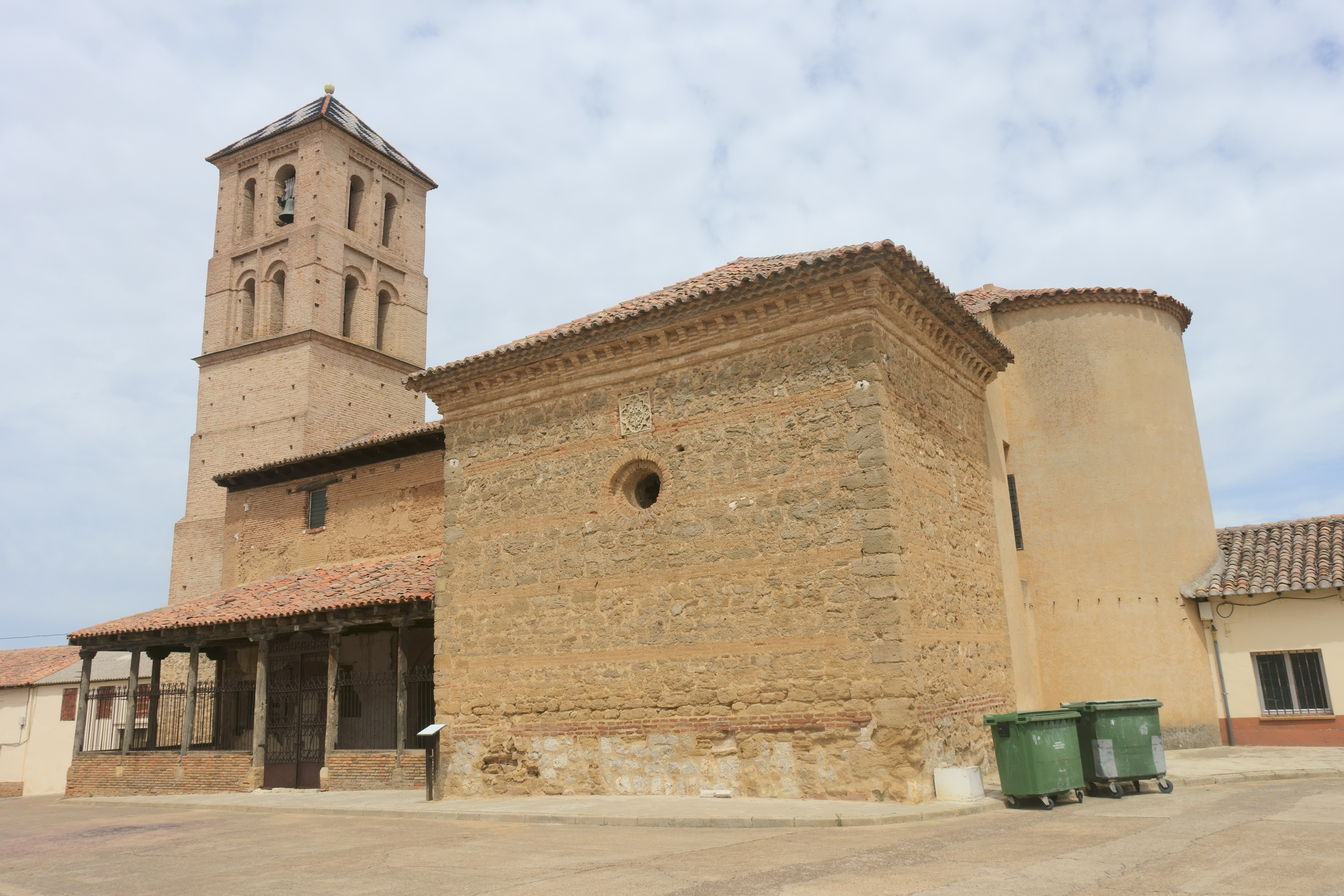
Iglesia de Santa María de Arbas

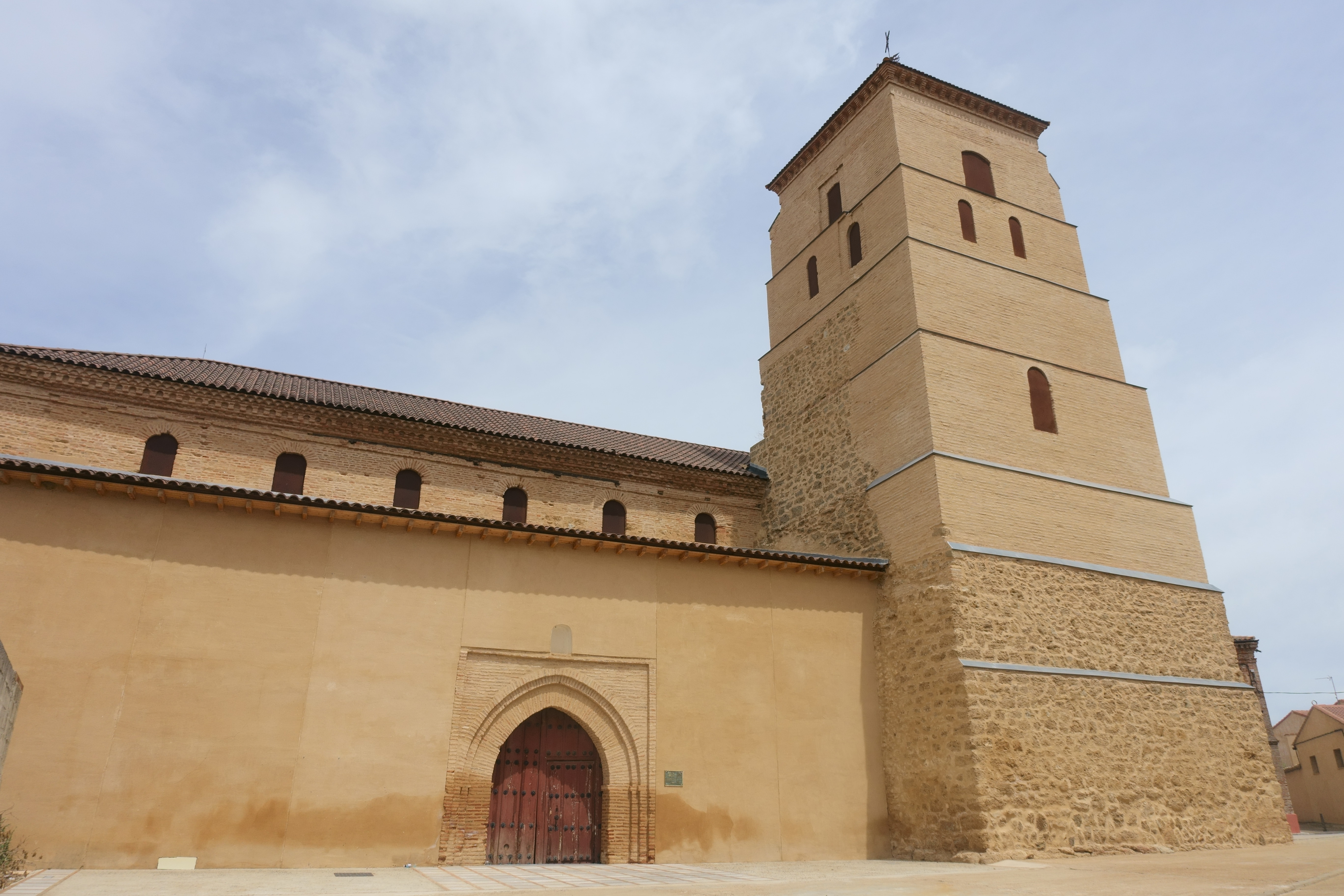
Iglesia de Santa María del Mercado

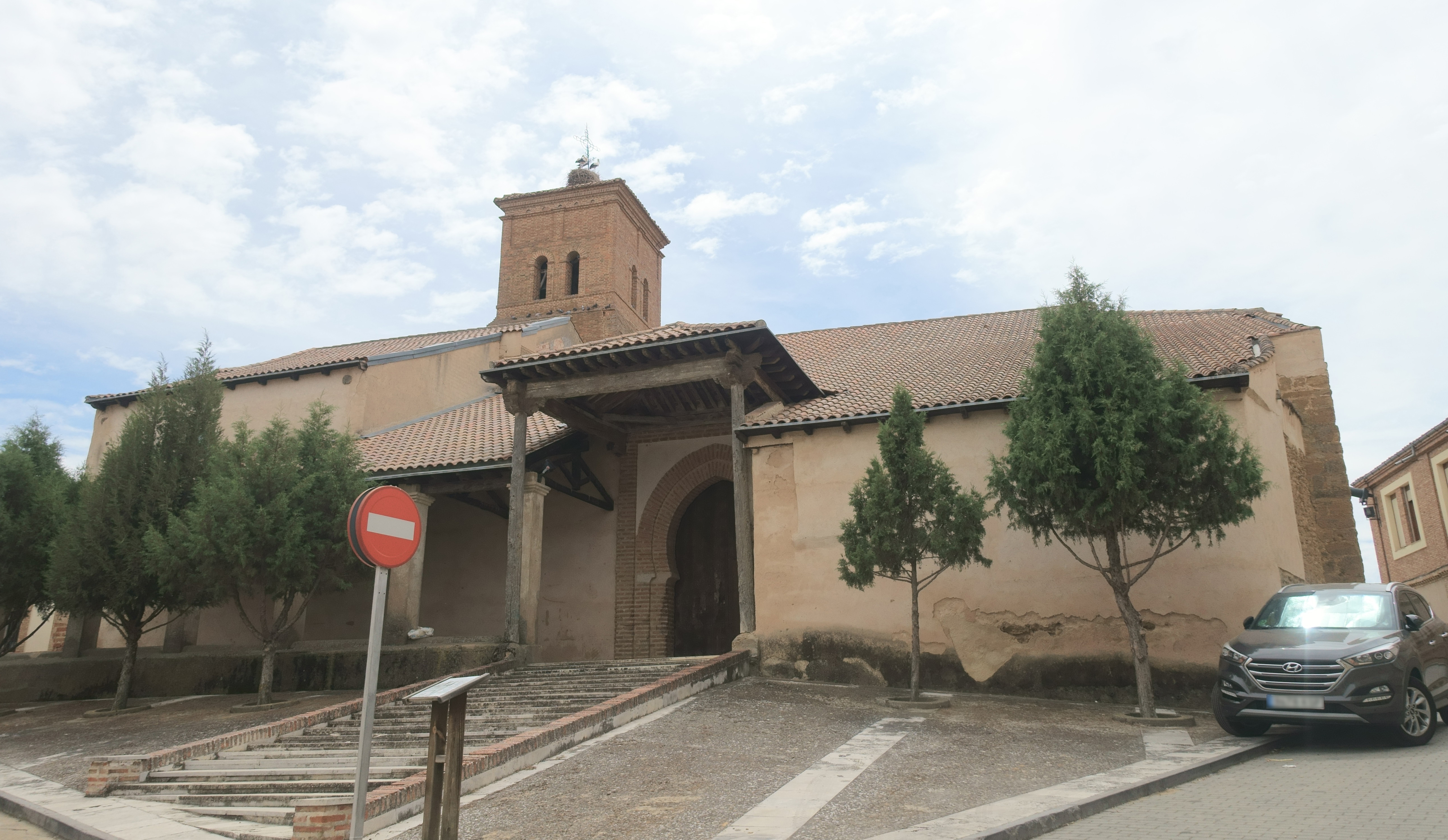
Iglesia de Santa Marina

- Rollo (siglo XVI). Es el símbolo de la justicia y jurisdicción civil de la época.
- Iglesia de Santa María de Arbas. Monumento catalogado como Histórico Artístico, es uno de los mejores exponentes de arte mudéjar en la zona de Tierra de Campos. Al interior se accede a través de un arco de herradura apuntado. Se conservan dos retablos del siglo XVIII y otros de estilo rococó y las esculturas de San Antón y San Roque.
- Iglesia de Santa Marina. Edificio mudéjar de finales del siglo XV. Construido en ladrillo y tapial. Exteriormente cabe destacar la puerta de entrada, con un bello arco túmido realizado en ladrillo. El edificio presenta una nave principal rematada con ábside semicircular con cubierta vista de madera con entablamento de gran belleza. Al fondo se encuentra el coro situado en planta superior destacándose el antepecho de tracerías caladas de estilo gótico.
- Iglesia de Santa María del Mercado. Edificio mudéjar de finales del siglo XV de semejantes características a las anteriores, distinguiéndose por su curiosa torre escalonada techada por una cubierta de cerámicas vidriadas policromadas en una de sus caras.
- Iglesia parroquial del Salvador. Edificio de reciente construcción (1971), que recibe el nombre de la iglesia que existía en el mismo lugar y de la que solo se conserva la torre. La torre es del siglo XVII y cuenta con dos sólidos cuerpos de piedra de planta cuadrada, siendo más estrecho el alto. Encima dispone el campanario de ladrillo y forma ochava, también de dos cuerpos. Se corona con una cúpula. En el interior de la iglesia cabe destacar el Retablo Mayor (1498), procedente de la iglesia de Santa María de Arbas, que consta de 24 pinturas sobre tabla, obra del maestro Palanquinos. También se conservan otros antiguos retablos, 12 cruces parroquiales y 30 cálices de plata.
- Muralla de Mayorga. De la muralla original del siglo XIII se conserva una de las cuatro puertas originales, la puerta del Sol situada al este, hoy conocida como el Arco.

## Cultura

### Fiestas

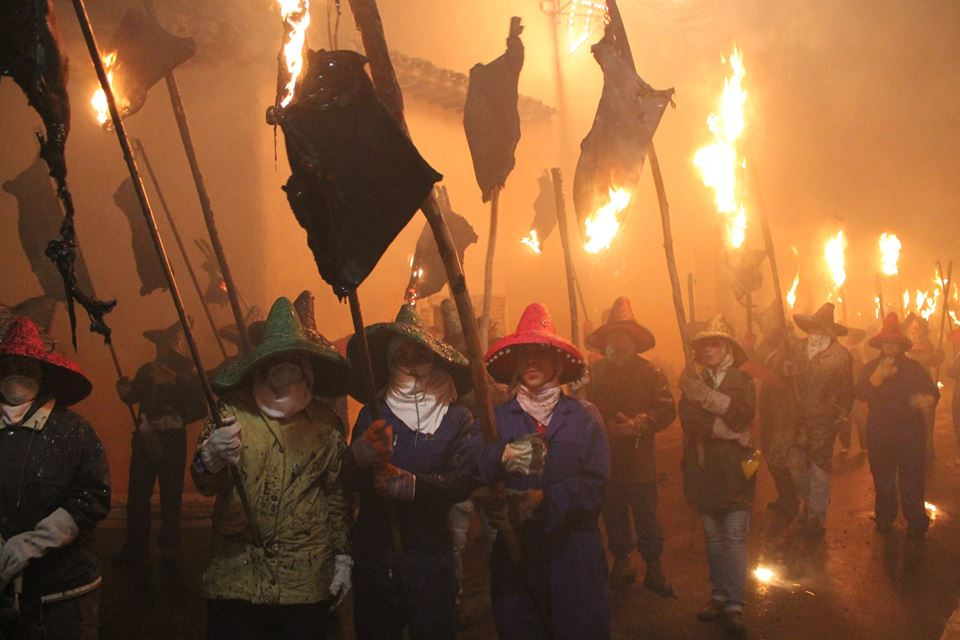
Procesión Cívica del Vítor

La fiesta más importante de Mayorga es El Vítor, declarado Fiesta de Interés Nacional, que se celebra el día 27 de septiembre de cada año y conmemora la llegada de las reliquias de Santo Toribio de Mogrovejo a Mayorga desde Perú. Durante esa noche el pueblo apaga sus luces y comienza una procesión de gran impacto visual que partiendo de la iglesia de Santo Toribio recorre las calles con la sola iluminación del fuego de los centenares de pellejos cubiertos de pez ardiendo que portan los mayorganos siguiendo una tradición que pasa de padres a hijos.
Después de las Fiestas de Septiembre, la anual Trovada de Habaneras quizás sea el acontecimiento festivo-cultural más importante del año. Se celebra desde 1993, y sus fechas coinciden siempre con el último fin de semana de julio. La gran tradición de cantar habaneras existente en Mayorga fue lo que animó a un grupo de mayorganos a crear este Certamen que hoy es conocido en toda España. A él acuden a interpretar habaneras grupos de todo el país, y además se hace una Mesa Redonda en la que personalidades del mundo de la habanera presentan sus estudios y ponencias acerca de diferentes facetas de este género musical.

### Museo del Pan

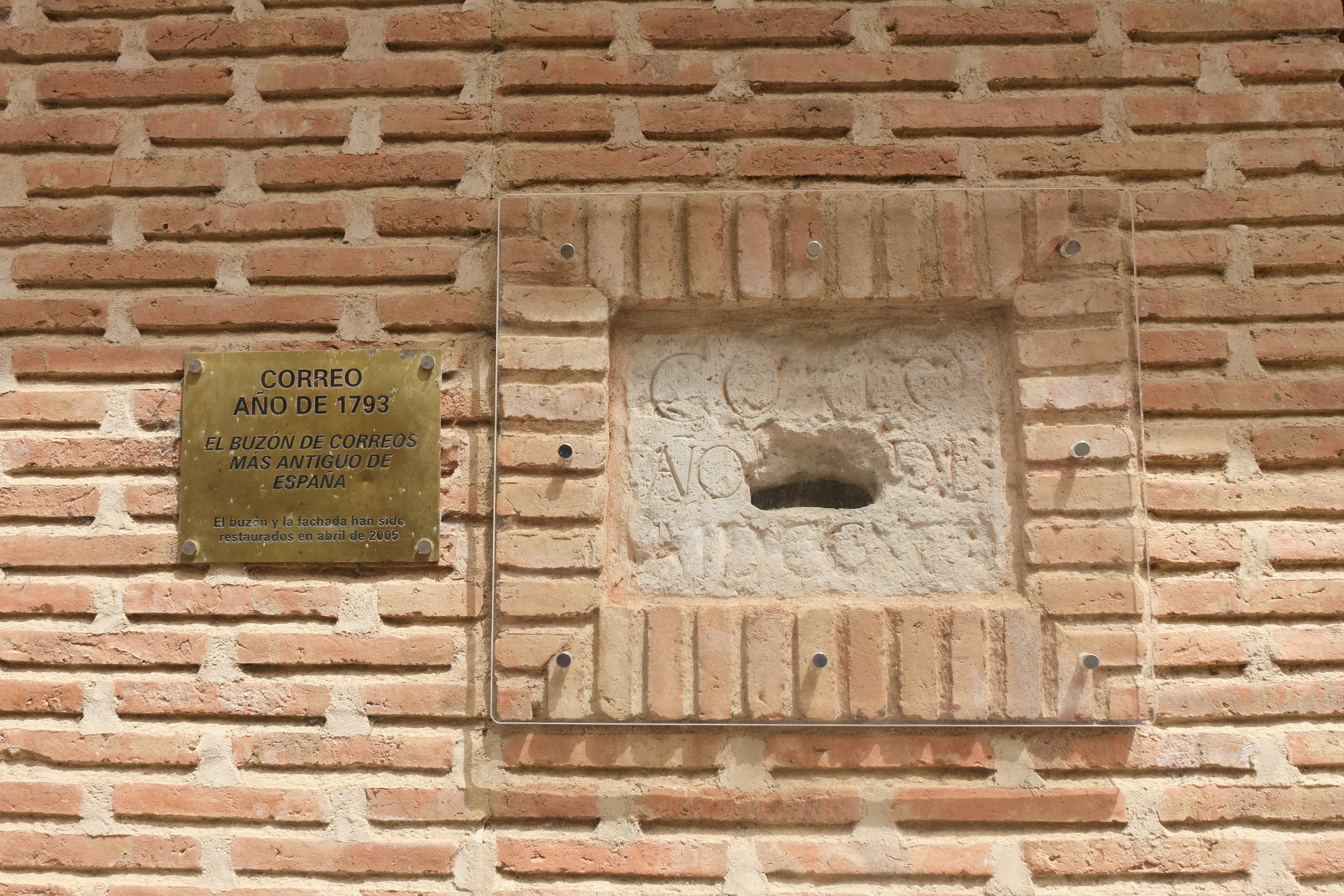
El buzón de correos más antiguo de España

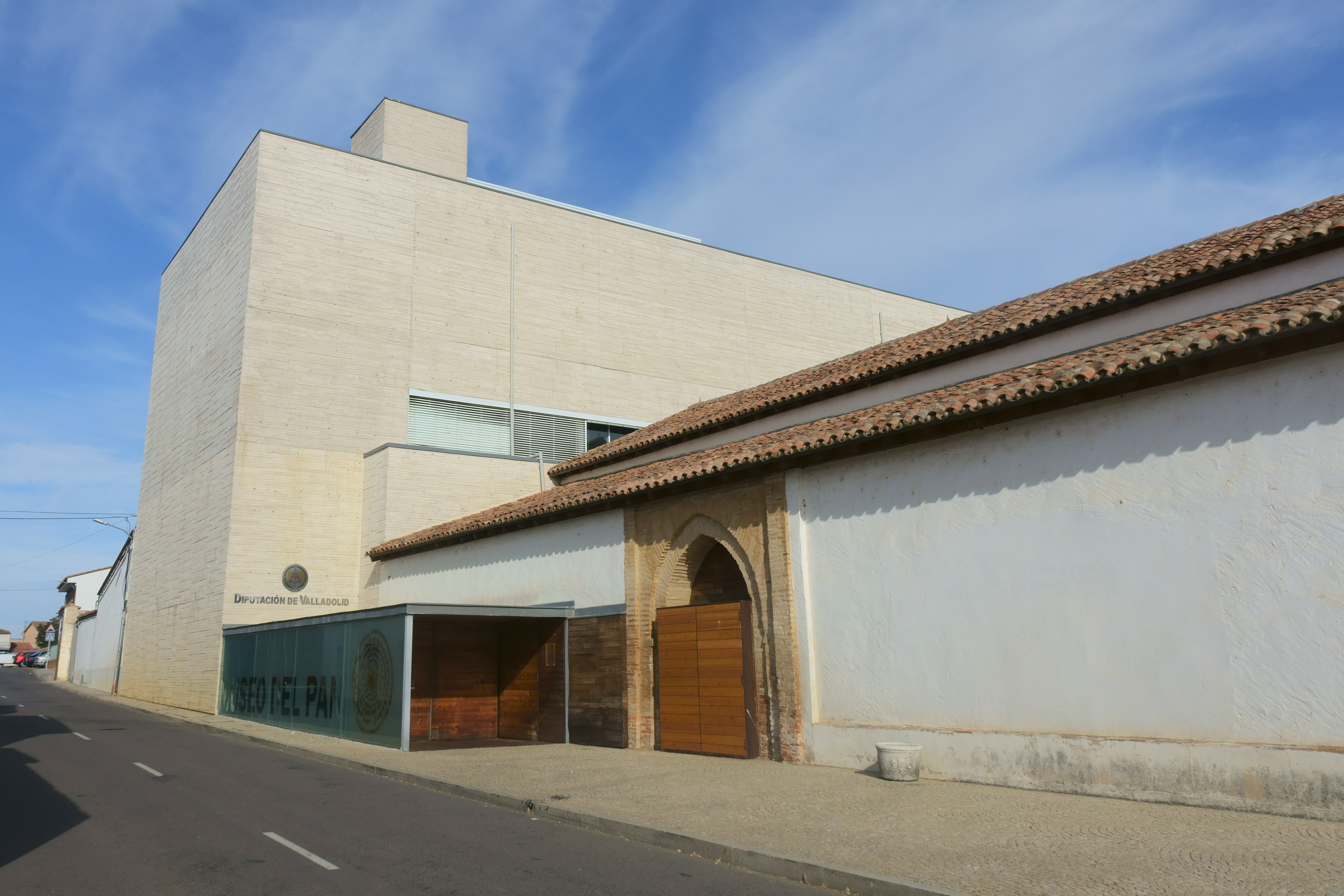
Museo del Pan

El Museo del Pan de Mayorga abrió sus puertas al público el 14 de febrero de 2009. Se considera que es el único dedicado a este producto en España. El conjunto del museo está situado dentro del casco urbano, en la carretera de Sahagún n.º 47, y ocupa lo que fue la antigua iglesia de San Juan y un edificio nuevo, adosado a la iglesia, de tres plantas de altura. Su intención es dar a conocer el pan, sus variedades, sus procesos de elaboración, su presencia en otras culturas y su evolución a lo largo de la historia.